# ريموند شنازي
ريموند شنازي (بالإنجليزية: Raymond F. Schinazi)‏ عالِم في مجال الكيمياء الصيدلانية أمريكي ذات أصول مصرية، وهو خبير في العوامل المضادة للفيروسات والصيدلة والتكنولوجيا الحيوية. يركز بحثه على تطوير علاجات للعدوى التي يسببها فيروس نقص المناعة البشرية (HIV) ، التهاب الكبد B (اتش أي في)، التهاب الكبد C (أتش سي في) ، و المرض الفيروسي الهربس وحمى الضنك وزيكا وشيكونغونيا ، وغيرها من الفيروسات الناشئة. تشمل خيارات العلاج هذه العوامل المضادة للفيروسات وكذلك الطرق الوراثية الاصطناعية والكيميائية والدوائية والجزيئية، بما في ذلك النمذجة الجزيئية والعلاج الجيني.

## النشأة والتعليم
ولد شنازي في 21 مارس 1950 في مدينة الإسكندرية لأبوين يهوديين. في عام 1962 ، تم عزل أسرته من قبل نظام جمال عبد الناصر وفي عام 1964 هاجروا إلى نابولي كلاجئين. التحق شنازي بمدرسة داخلية في المملكة المتحدة حيث أكمل تعليمه المبكر قبل قبوله في تخصص الكيمياء في جامعة باث عام 1968. حصل على شهادة البكالوريوس (1972) والدكتوراه (1976) في الكيمياء ودكتوراه في العلوم (Hon) (2006) في التكنولوجيا الحيوية من جامعة باث بإنجلترا. و في عام 1976 انتقل إلى جامعة ييل، قسم الصيدلة وتدرب في البحوث بعد الدكتوراة مع ويليام بروسوف.
كما أنه أكمل تدريبات الدكتوراه في علم الفيروسات بجامعة شيكاغو مع الدكتور برنارد رويزمان وجامعة كارولاينا الشمالية مع الدكتور يونج تشي تشنغ، وعلم الفيروسات / علم المناعة في جامعة إيموري مع الدكتور أندريه نهمياس.

## المهنة
شينازي حاليًا هو أستاذة طب الأطفال في فرانسيس وينشيب والترز، ومدير مختبر الصيدلة الكيميائية الحيوية ، والمدير المشارك لمجموعة العمل العلمية لعلاج فيروس نقص المناعة البشرية داخل مركز جامعة إيموري لأبحاث الإيدز (CFAR) الذي ترعاه المعاهد الوطنية للصحة  في أتلانتا، جورجيا، الولايات المتحدة الأمريكية. وقد عمل في جامعة إيموري لمدة 39 عامًا منذ عام 1978. كما أنه يشغل مناصب أستاذ مساعد في كل من جامعة جورجيا  وجامعة ميامي. عمل بدوام جزئي في جامعة إيموري التابعة لجامعة أتلانتا فيرجينيا لمدة 35 عامًا مع الحفاظ على تعيينه في جامعة إيموري. تقاعد من فيرجينيا في عام 2016.
بدأ عمله كطبيب فيروسات الهربس مع التركيز بشكل خاص على تطوير علاجات دوائية للهربس الفموي والتناسلي والالتهابات الشديدة التي تهدد الحياة مثل التهاب الدماغ. عندما تم تحديد فيروس نقص المناعة البشرية باعتباره فيروسًا في الثمانينيات ، وجه شينازي وزملاؤه انتباههم نحو المشكلة. كان قادرًا على ترجمة معرفته المكتسبة من خلال عمله على فيروسات الهربس نحو معالجة فيروس نقص المناعة البشرية و HBV. يُنسب إليه الفضل في إنشاء أول مختبر لفيروس نقص المناعة البشرية على الإطلاق في جامعة إيموري مع بروتوكول حول كيفية التعامل مع الفيروس الخطير في بيئة المختبر حتى يتمكن هو وفريقه من متابعة تطوير عقاقير جديدة مضادة للفيروسات. في عام 1987، ساعد مختبر بروسوف في اكتشاف أن d4T ، وهو نظير نيوكليوزيد ، له نشاط انتقائي ضد فيروس نقص المناعة البشرية.
اشتهر شينازي بمشاركته في اكتشاف و / أو تطوير الأدوية المبتكرة لمكافحة فيروس نقص المناعة البشرية، وHBV ، وHCV في السوق. حتى الآن ، شارك في تطوير خمسة عقاقير تمت الموافقة عليها من قِبل إدارة الأغذية والعقاقير (FDA) ، تستخدم ثلاثة منها في ثماني تركيبات عقاقير مختلفة. أكثر من 94٪ من المصابين بفيروس نقص المناعة البشرية يأخذون واحدًا على الأقل من الأدوية التي اخترعها. قام بتأليف أكثر من 550 بحثًا تمت مراجعته من قبل الزملاء في الأدبيات الأكاديمية مع أكثر من 20000 استشهاد إجمالي.

### اكتشاف وتطوير مادة اللاميفودين (3TC)
من بين الأدوية الأولى التي تم اكتشافها وتطويرها لعلاج فيروس نقص المناعة البشرية جاء بالتعاون بين الدكتور دينيس ليوتا (إيموري) وشينازي. في عام 1992 ، نشروا لأول مرة على لاميفودين (3TC) في مضادات الميكروبات والعلاج الكيميائي. أصبح هذا الدواء أحد أكثر العوامل المضادة للفيروسات نجاحًا والمستخدمة في مكافحة فيروس نقص المناعة البشرية كجزء من مجموعات الجرعة الثابتة. سرعان ما أصبحت العلاجات المركبة التي تتضمن 3TC معيارًا للرعاية ، مع مثبطات إنزيم النسخ العكسي للنيوكليوزيد (RF) الآمنة والفعالة ، مثل 3TC وأبناء عمومته ذات الصلة، والتي تعمل بمثابة حجر الزاوية للعلاج الكيميائي المركب. تم العثور على 3TC أيضًا لتكون نشطة ضد HBV بالتعاون مع الدكاترة. دينيس ليوتا وفيليب فورمان ويونج تشي تشينج.
أدى عمل شينازي إلى اكتشاف نظير نيوكليوزيد ثان ، إمتريسيتابين (FTC) ، مما أدى لاحقًا إلى نظير نوكليوزيد قوي وآمن يستخدم بشكل شائع في نظم العلاج.

### سوفوسبوفير (سوفالدي)
في عام 2014 ، وافق الدكتور شنازي بالتعاون مع الحكومة المصرية وجلعاد للعلوم، على تزويد مصر بالدواء سوفوسبوفير (سوفالدي ) مقابل حوالي 1000 دولار، وهو ما يمثل واحد بالمائة فقط من سعر السوق. كما عمل مع فاركو، وهي شركة أدوية مصرية لتوفير دواء سوفالدي وهو متاحة الآن بأقل من 120 دولارًا أمريكيًا لكل علاج. يوجد حالياً في مصر ما يصل مجموعه 12 مليون مصري مصاب بالتهاب الكبد الوبائي.

### عقاقير أخرى
شنازي كان لديه يداً في تطوير العقاقير والأدوية المعتمدة من إدارة الاغذية والعقاقير مثل ستافودين ، لاميفودين، والمركب الكيميائي تيلبيفودين.

## مؤسس
يعتبر شنازي مؤسس لــ :
- مثلث المستحضرات الصيدلانية، والتي استولت عليها جلعاد للعلوم
- فارماسيت، تولى أيضا من جلعاد للعلوم
- شركة ايدنيكس للادوية، التي استحوذت عليها شركة ميرك مقابل 3.85 مليار دولار [26]
- ار اف اس فارما، التي اندمجت مع كوكريستال فارما. RFS هي الأحرف الأولى من اسم شنازي.

## الأوسمة والجوائز
في عام 2018 ، حصل شنازي على وسام جوقة الشرف الفرنسي برتبة فارس. أنشأه نابليون بونابرت عام 1802 ، وهو أعلى زخرفة تُمنح في فرنسا وتُعترف بالخدمة المتميزة للجمهورية الفرنسية. حصل على العديد من الجوائز الأخرى ، بما في ذلك: جائزة بروس ويت (بلومبرج) السنوية المتميزة - جائزة العالم المتميز مؤسسة التهاب الكبد ب (2000)؛ جائزة العالم المتميز- مؤسسة التهاب الكبد ب (2006)؛ جائزة عميد جامعة إيموري المتميزة (2008)؛ مجند- قاعة مشاهير التكنولوجيا في جورجيا (2011) ؛ جائزة أساطير الملكية الفكرية - جامعة ولاية جورجيا (2012)؛ زميل تشارتر - الأكاديمية الوطنية للمخترعين (2013) ؛ جائزة العلوم الطبية المتميزة - أصدقاء المكتبة الوطنية للطب (2013)؛ جائزة الإنجاز العلمي المتميز - مؤسسة الكبد الأمريكية (2014)؛ جائزة البحث والأمل للتميز في البحث الأكاديمي- مؤسسة PhRMA (2014) ؛ جائزة وليام س.ميدلتون - شؤون المحاربين القدامى في الولايات المتحدة (2015) ؛ جائزة توم جلاسر للقيادة - جوائز كونيكس إيجل ستار (2015) ؛ جائزة الإنجاز مدى الحياة- جائزة سكريب ، لندن (2016)؛ جائزة الإنجاز مدى الحياة للخدمة العامة - معهد علم الفيروسات البشرية (2016). حصل أيضًا على جائزة أساطير الملكية الفكرية وهو زميل معتمد في الأكاديمية الوطنية للمخترعين، وتم إدخاله في قاعة مشاهير التكنولوجيا في جورجيا، وجائزة جورجيا لنمو الصناعة الطبية الحيوية.